# نبرد سه‌ون پاینز
نبرد سه‌ون پاینز (انگلیسی: Battle of Seven Pines) این نبرد با نام‌های دیگری همچون نبرد فیر اوک و فیر اوکس استیشن نیز هم مشهور است. این درگیری از تاریخ ۳۱ تا ۱ ژوئن سال ۱۸۶۲ به طول انجامید و از سری جنگ‌های مربوط به جنگ داخلی آمریکا است.